# Umbele-Inseln
Der Umbele-Inseln (indonesisch Kepulauan Umbele) sind eine indonesische Inselgruppe an der Küste Sulawesis. Sie bildet das Zentrum der Salabangka-Inseln.

## Geographie
Die Umbele-Inseln liegen an der Küste der Südspitze der Provinz Zentralsulawesi (Sulawesi Tengah), im Golf von Tolo. Die Inseln gehören zum Regierungsbezirk (indonesisch Kabupaten) Morowali.
In ihrem Zentrum liegt Umbele Gunung, die größte Insel, und westlich davon mit Umbele, die zweitgrößte. Vor der Küste Umbeles liegt die kleine Insel Umbele Mandidi und im Nordwesten der Gruppe die Inseln Pakuburan und Buaya. Nördlich von Umbele Gunung befindet sich das Eiland Rajagunung mit dem vorgelagerten Inselchen Anak Rajagunung und im Nordosten die Inseln Panimbawang und Buagala. Den Osten der Gruppe bilden das Trio Pakuburan Panimbawang, Kuso und Saubane mit mehreren kleinen Inseln. Etwas nördlich davon liegt das Inselchen Tokoh Bonte.
Die Siedlung Kapola liegt zur Hälfte auf der Nordwestspitze von Umbele, zur anderen Hälfte, mit einer Brücke verbunden, auf Umbele Mandidi. An der Westküste Umbeles liegt die Siedlung Polewali. An Umbele Gunungs Nordküste befindet sich der Ort Umbele, an der Südostspitze gibt es mit Boelimau eine weitere Siedlung. Im Wesen Buagalas liegt die Siedlung Baigala.
Einwohnerstärkstes Desa ist Pulau Dua (1045 Einwohner) zu dem der Norden Umeles, Umbele Mandidi, Pakuburan und Buaya gehören. Der Westen des Ortes Kapola gehört, wie der Nordwesten der Insel, allerdings zum Desa Umbele (344 Einwohner). Das Desa Polewali (415 Einwohner) besteht aus der gleichnamigen Siedlung, dem Süden der Insel Umbele und dem Südwesten von Umbele Gunung. Der Ort Boelimau befindet sich im gleichnamigen Desa (383 Einwohner), das den Osten Umbele Gunungs und die vorgelagerte Inseln im Südosten einschließt. Zum Desa Panimbawang (675 Einwohner) gehören die gleichnamige Insel, Buagala, Rajagunung mit Anak Rajagunung und der Norden von Umbele Gunung. Die Umbele-Inseln haben insgesamt 2.862 Einwohner.